# Colin Finlayson
Colin Finlayson   (Lismore, 24 de gener de 1903 - Kemano, 11 de març de 1955) fou un remer australià de naixement, però canadenc d'adopció que va competir durant la dècada de 1920.
El 1924 va prendre part en els Jocs Olímpics de París, on va guanyar la medalla de plata en la competició de quatre sense timoner del programa de rem. Formava equip amb Archibald Black, George MacKay i William Wood.